# Gitmo
Gitmo é um documentário sueco de 2005 dirigido por Erik Gandini e Tarik Saleh.
Com duração de  78 minutos, trata do campo de prisioneiros que os americanos instalaram em sua base em Cuba e onde estão alojados suspeitos de atividades terroristas e prisioneiros de guerra afegãos. O filme procura mostrar que o campo de prisioneiros é uma aberração jurídica que não deveria ser tolerada pela comunidade internacional.